# 中央民族大学出版社
中央民族大学出版社是中华人民共和国的一家出版社，成立于1985年，社址位于北京市，由国家民族事务委员会主管，中央民族大学主办。